# یواس‌اس وساویوس (۱۸۸۸)
یواس‌اس وساویوس (۱۸۸۸) (به انگلیسی: USS Vesuvius (1888)) یک کشتی بود که طول آن ۲۴۶ فوت ۳ اینچ (۷۵٫۰۶ متر) بود. این کشتی در سال ۱۸۸۸ ساخته شد.